# اصطناع ليتس للنتريل
تحضير ليتس نيتريل (بالإنجليزية: Letts nitrile synthesis )‏ عبارة عن تفاعل كيميائي للأحماض الكربوكسيلية العطرية مع ثيوسيانات المعادن لتكوين النيتريلات .